# Oscar (1991)
Oscar is een Amerikaanse komediefilm uit 1991 onder regie van John Landis, met in de hoofdrol Sylvester Stallone. De film is een remake van de gelijknamige Franse film uit 1967.

## Verhaal
In 1931, New York probeert gangster Angelo "Snaps" Provolone weer op het goede pad te komen, maar de mensen in zijn omgeving luisteren niet naar hem.

## Rolverdeling
| Acteur             | Personage                |
| ------------------ | ------------------------ |
| Sylvester Stallone | Angelo "Snaps" Provolone |
| Ornella Muti       | Sofia Provolone          |
| Don Ameche         | Father Clemente          |
| Peter Riegert      | Aldo                     |
| Tim Curry          | Dr. Thornton Poole       |
| Vincent Spano      | Anthony Rossano          |
| Marisa Tomei       | Lisa Provolone           |
| Eddie Bracken      | Five-Spot Charlie        |
| Linda Gray         | Roxanne                  |
| Chazz Palminteri   | Connie                   |
| Kurtwood Smith     | Lt. Toomey               |
| Art LaFleur        | Officer Quinn            |
| Robert Lesser      | Officer Keough           |
| Yvonne De Carlo    | Aunt Rosa                |
| Martin Ferrero     | Luigi Finucci            |
| Harry Shearer      | Guido Finucci            |
| Richard Romanus    | Vendetti                 |
| Arleen Sorkin      | Vendetti's Manicurist    |
| Joey Travolta      | Ace                      |
| Jim Mulholland     | Oscar                    |
| Kirk Douglas       | Eduardo Provolone        |
| Elizabeth Barondes | Theresa                  |
| Joycelyn O'Brien   | Nora                     |